# Franz Grassmann

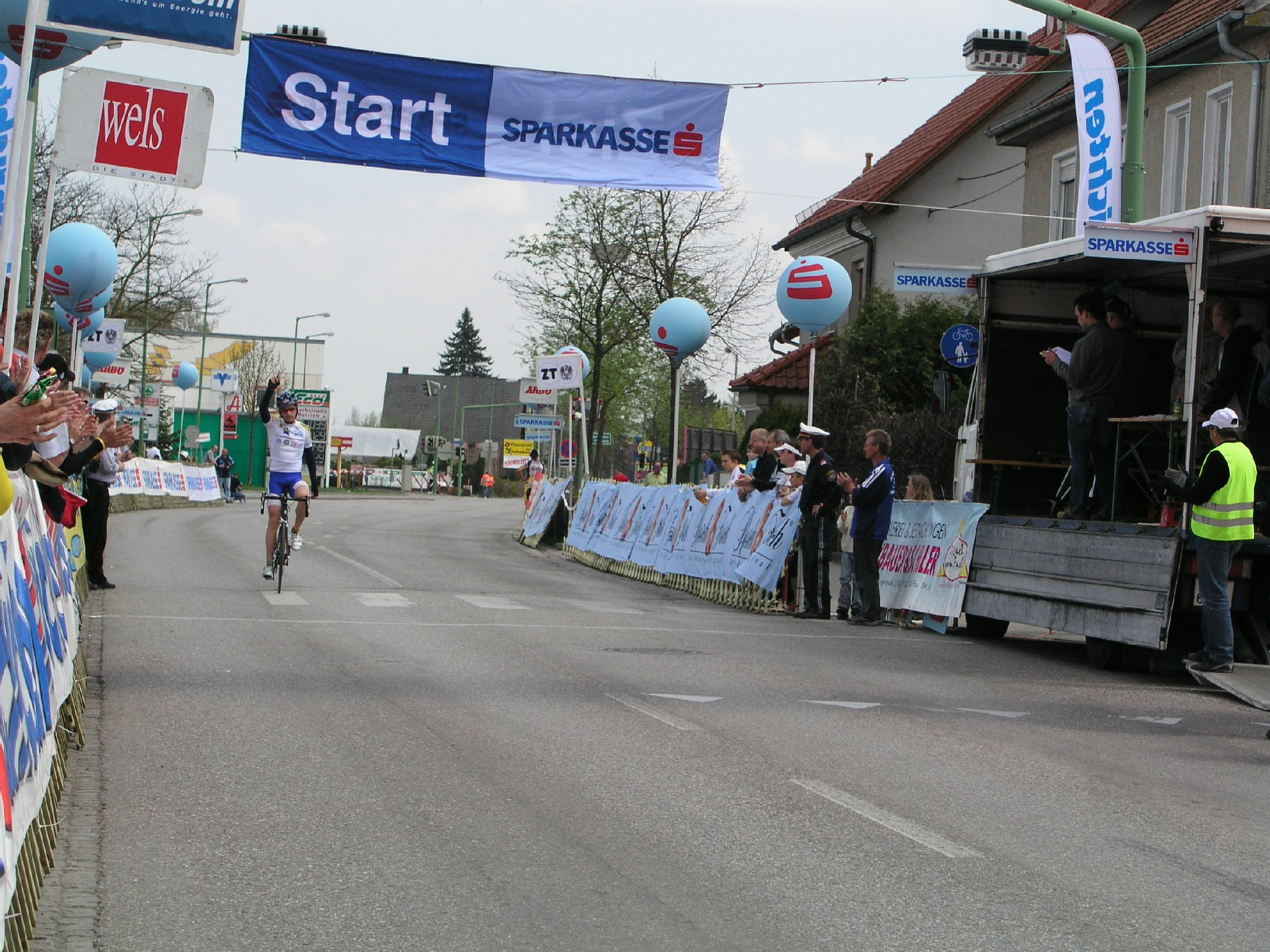
Grassmann beim Kirschblütenrennen 2006 in Wels

Franz Grassmann (* 20. März 1987) ist ein österreichischer Radrennfahrer.

## Sportliche Laufbahn
Grassmann wurde 2003 bei den österreichischen Bahnradmeisterschaften der Jugendklasse Erster im 1000-m-Zeitfahren. Außerdem wurde er Vizemeister im Scratch und im Sprint und gewann die Bronzemedaille in der Einerverfolgung.
Im Jahr darauf wurde er in der Juniorenklasse nationaler Meister im Straßenrennen.
Im Erwachsenenbereich fuhr Grassmann 2008–2010 für das österreichische Continental Team RC Arbö Resch & Frisch Gourmetfein Wels. Er gewann bei den österreichischen U23-Straßenmeisterschaften 2009 die Silbermedaille und wurde Fünfter im Eliterennen. Um sich ganz seinem Studium widmen zu können, beendete er seine Karriere 2011 im Team von Franz Stocher, der Niederösterreichischen Rad Union. Zudem hatte er sich von einem Sturz im Jahre 2009, bei dem sich Wirbel verschoben hatten, nicht ganz erholen können.

## Erfolge
2004
- Österreichischer Meister – Straßenrennen (Junioren)

2009
- Österreichische Staatsmeisterschaft Straße U23

## Teams
- 2008 RC ARBÖ Wels Gourmetfein
- 2009 RC ARBÖ Wels Gourmetfein
- 2010 ARBÖ Gourmetfein Wels